# Fahr (Neuwied)
Pour les articles homonymes, voir Fahr (homonymie).

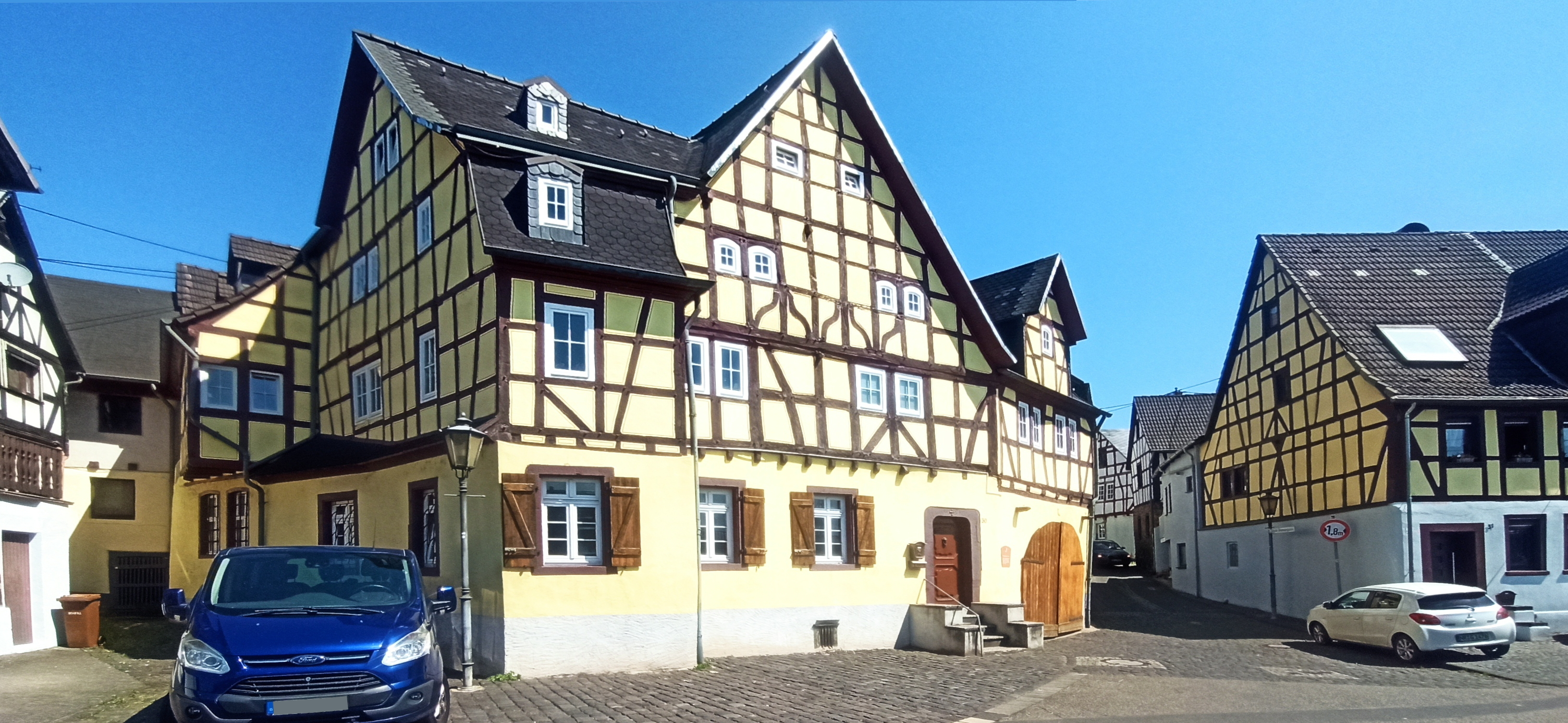
Maison rhénane à Fahr en juin 2025

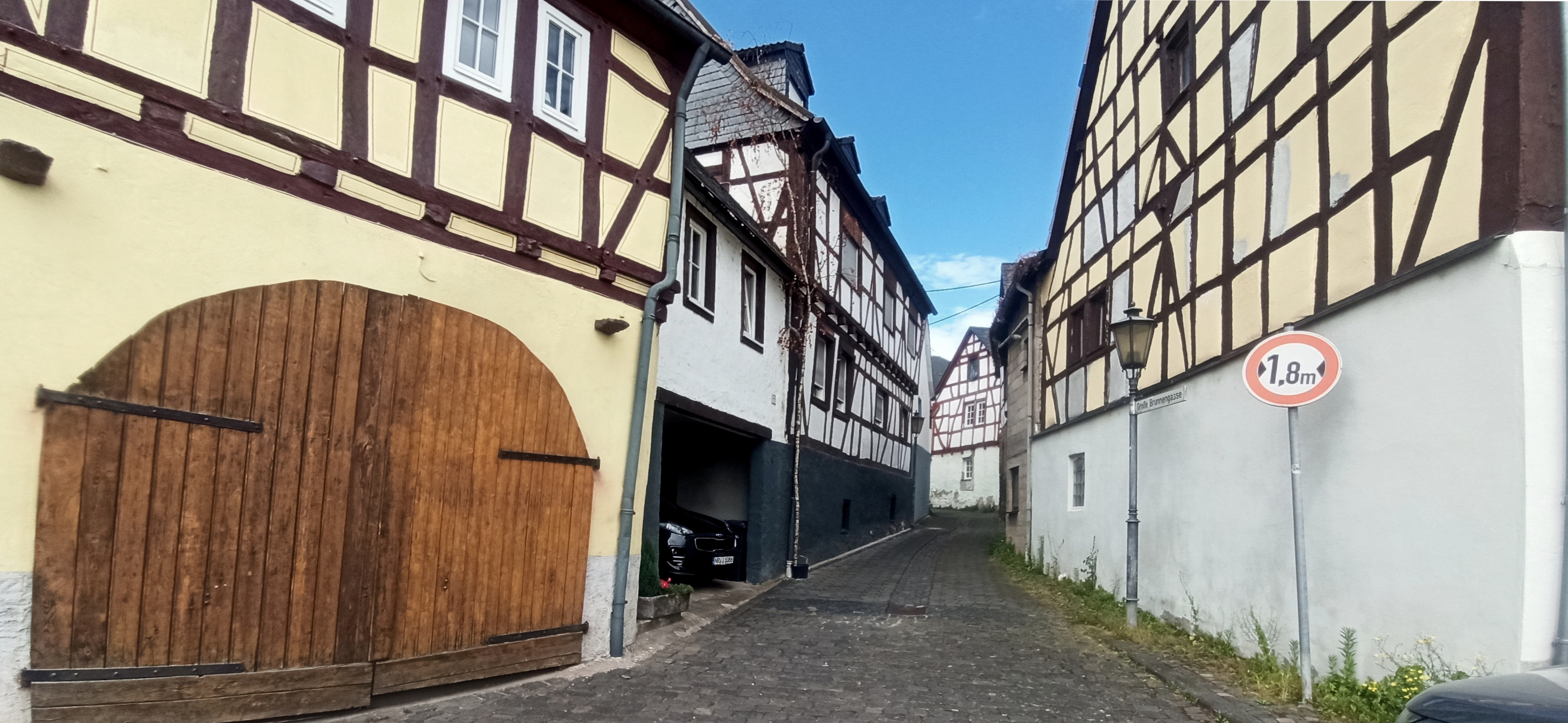
Ruelle Große Brunnengasse en juillet 2024

L'ancien village de Fahr, sur la rive droite du Rhin, fait aujourd'hui partie du district de Feldkirchen appartenant à la ville de Neuwied, dans le nord de la Rhénanie-Palatinat, en Allemagne. Le nom vient probablement de l'ancien nom Vare ou Uff Fähr en dialecte local, qui se rapporte au mot allemand actuel Fähre (français : bac).

## Situation géographique

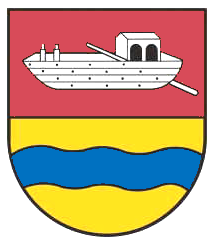
Blason de Fahr.

Fahr est situé à proximité immédiate de la rive droite du Rhin, avec 2 rues anciennes, la Große Brunnengasse et la Fahrer Straße, toutes deux s'élevant depuis le centre historique du village au bord du fleuve jusqu'aux premières collines du massif du Westerwald. Un petit port naturel fut formé en bas du versant sur lequel se trouve Fahr. Aujourd'hui, les deux routes à voie unique traversent toujours le village, dont l'une (Große Brunnengasse) ne peut être empruntée que par de petites voitures.

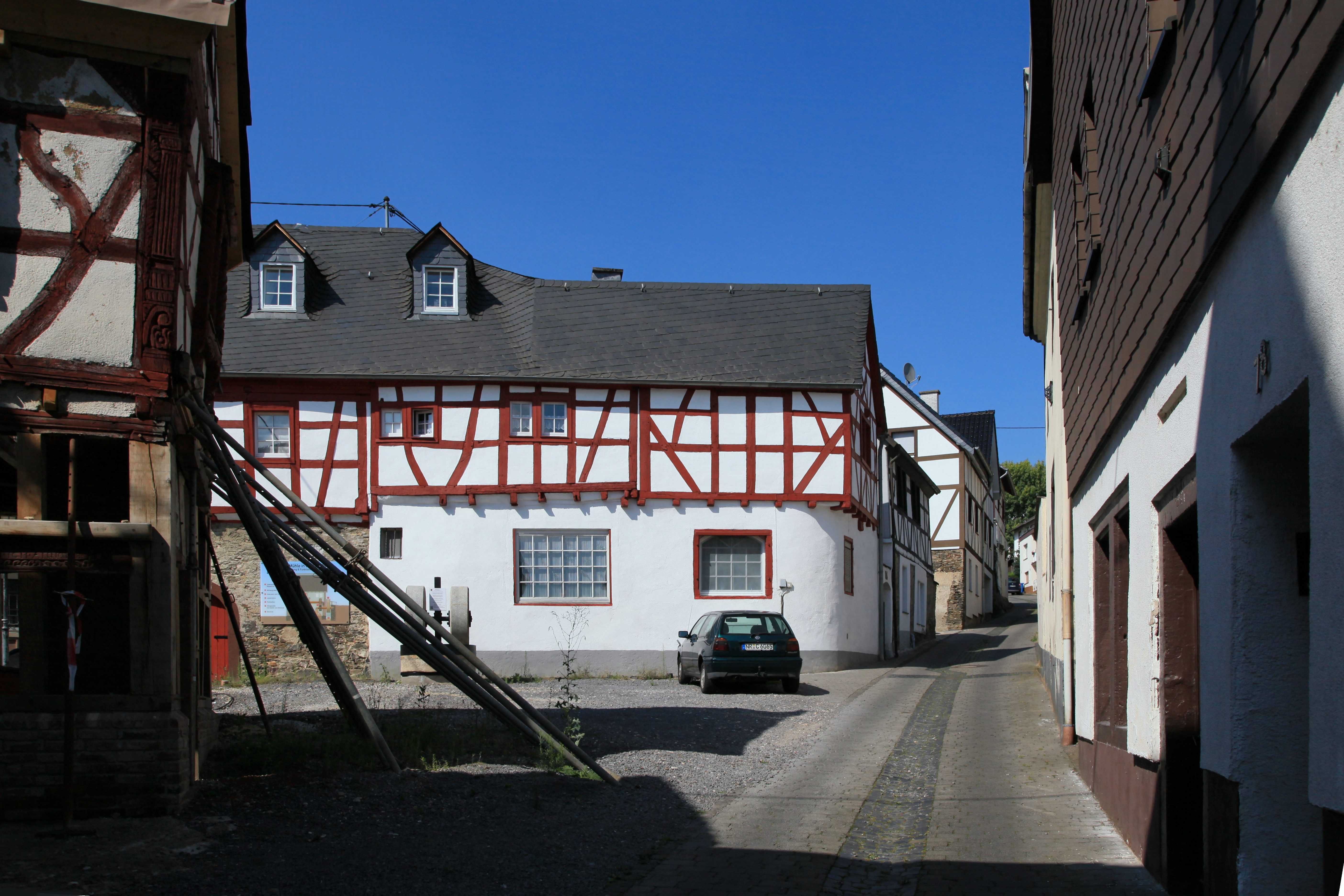
Rue Fahrer Straße à Fahr.

La Fahrer Straße s'appelait autrefois Hohl (chemin creux) et correspond encore aujourd'hui au tracé de l'ancienne voie romaine qui, à l'époque romaine, menait du Camp romain Niederbieber au Rhin à Fahr, car il y avait un passage, voir un bac pour traverser le fleuve (vers l’antique ville d’Antunnacum - aujourd’hui Andernach).
Comme la localité de Fahr fut entourée de collines escarpées tombant jusqu'au fleuve, la Fahrer Strasse fut la seule liaison terrestre jusqu'au XIXe siècle.

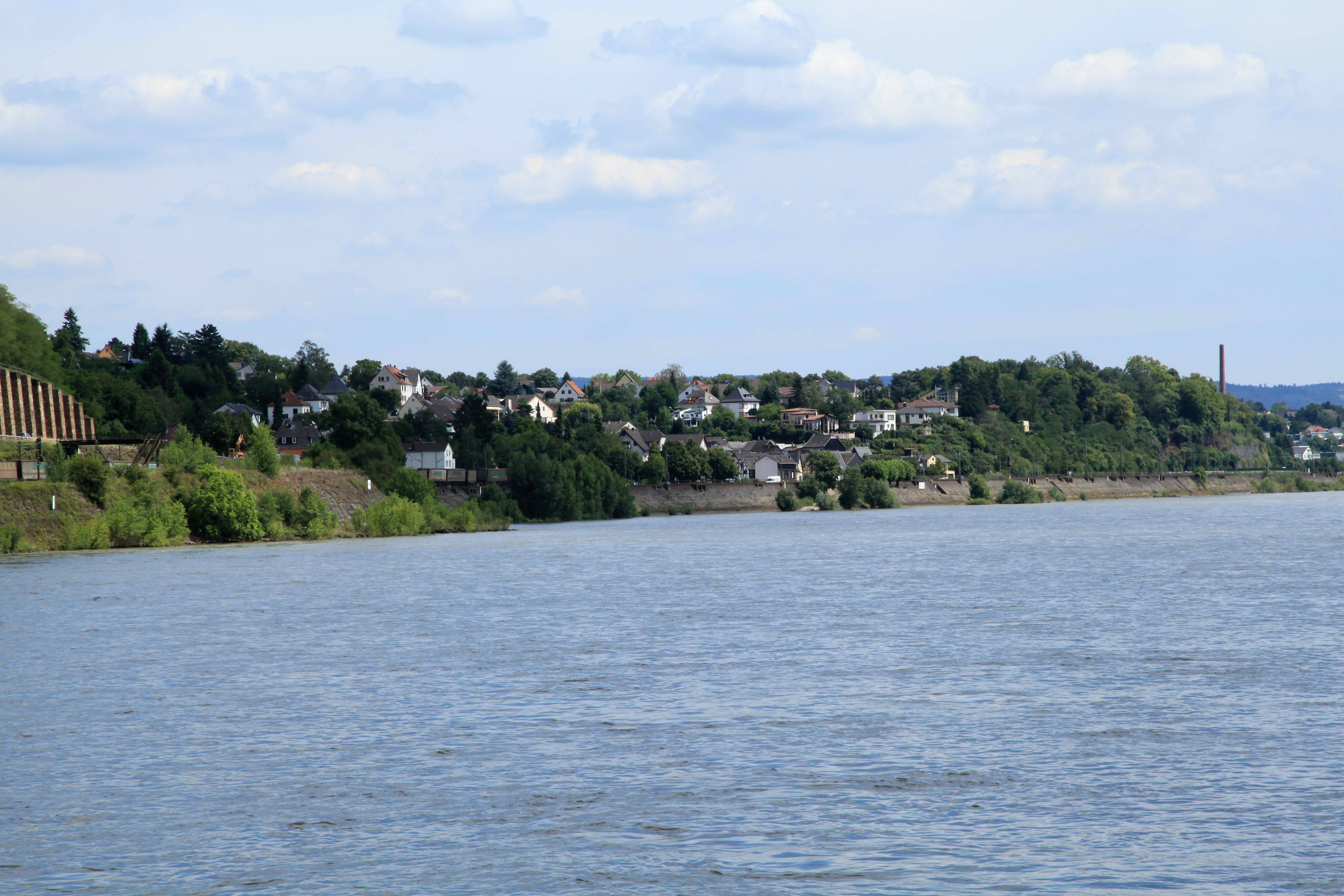
Fahr depuis la rive opposée du Rhin.

Une première route longeant le Rhin en aval vers le village de Leutesdorf fut réalisée en 1813. En raison des rochers à l'est de Fahr, la route en amont vers Neuwied ne fut construite que pendant la seconde moitié du XIXe siècle, avec l’installation simultanée du chemin de fer longeant la rive droite du Rhin.

## Histoire
À l'origine, et pendant des siècles, la plupart des habitants de Fahr gagnèrent leur vie grâce à la pêche et aux services de ferry, et leurs maisons ne furent accessibles que par des sentiers.
Fahr fut mentionné pour la première fois comme point de passage du fleuve en 1152, appelé Vare ou Uff Fähr en dialecte local. Vers 1190, le monastère Saint-Thomas d'Andernach acquiert les terres arables et viticoles de Fahr. A cette époque, le vin était cultivé sur les collines de Fahr. Le village disposait des droits de ferry pendant plusieurs centaines d'années et de nombreux habitants étaient actifs dans le transport maritime.
Il y a eu à Fahr un château appelé Schloss Friedrichstein, construit par le comté de Wied au XVIIe siècle sur les rives rocheuses du fleuve à l'est du village. En 1869, les vestiges du château furent démolis pour la construction de la voie ferrée.
L'une des vieilles maisons de Fahr encore debout aujourd'hui et faisant face au fleuve, est la Rheinische Haus (maison rhénane) construite en 1584 comme maison des passeurs de ferry, plus tard également utilisée comme station de change pour les chevaux du chemin de halage et aussi comme auberge. Le bâtiment fut restauré par son propriétaire actuel. 
Depuis le 14 juillet 2001, le centre historique du village avec ses maisons à colombages est protégé en tant que site patrimonial.
L'usine de vinaigre et de moutarde de la famille Moskopf, fondée en 1836, exista encore à Fahr jusqu'en 1998. L'usine fut exploitée par Carl Kühne KG depuis 1948. Aujourd’hui, la plus grande entreprise sur le territoire de Fahr est celle des appareils médicaux Lohmann & Rauscher, implantée depuis 1899.

## Fusions des communes
En 1966, le village de Fahr, auparavant indépendant, fut fusionné avec les communes voisines pour former une grande communauté sous le nom historique de Feldkirchen. Plus tard, en 1970, Feldkirchen fut dissoute et rattachée à la ville de Neuwied. Fahr est ainsi part de la ville de Neuwied dans le district de Feldkirchen.

## Personnes liées au village
- L'origine de la famille Rockefeller remonte à Goddard Rockenfeller, né à Fahr en 1590. Son petit-fils Johann Peter (1682-1763) et son arrière-petit-fils Johann Thiell (1695-1769) ont émigré avec leurs familles vers New Jersey et New York , où ils s'appelèrent Rockefeller. Le nom de famille se rapporte au village de Rockenfeld (aujourd'hui abandonné) qui se trouve sur un terrain plus élevé, accessible par sentiers, à environ 7 km de Fahr[6].

- August von Röntgen (1781-1865), avocat et diplomate allemand, deuxième fils de l'ébéniste de Neuwied David Roentgen, construisit la Villa Roentgen, plus tard également appelée Haus Friedrichstein, au-dessus du château de Friedrichstein en 1847[7].